# Давка на стадионе в Нзерекоре
Давка на стадионе в Нзерекоре произошла 1 декабря 2024 года на футбольном стадионе «Stade 3 Avril de Nzérékoré» в гвинейском городе Нзерекоре. В результате давки погибло по меньшей мере 56 человек. Группы гражданского общества заявили, что погибло по меньшей мере 140, 11 пропавших без вести, человек, большинство из которых — дети.

## Место
Stade 3 Avril de Nzérékoré, единственный стадион в префектуре Нзерекоре, уже несколько лет находился в плохом состоянии. Ремонтные работы на стадионе начались в 2008 году, но позже были остановлены, отчасти из-за политической нестабильности. Сообщается, что на стадионе было грязное поле, недостроенная крыша, недостроенные трибуны, а также недостроенные туалеты и билетные кассы.
Хотя спортсмены продолжали тренироваться и играть на стадионе, сообщалось, что это сооружение также использовалось местными потребителями наркотиков.
Местные власти годами пытались найти финансирование для улучшения конструкции.

## Ход событий
1 декабря 2024 года на стадионе «Stade 3 Avril de Nzérékoré» состоялся футбольный матч между командами Нзерекоре и Лабе в рамках турнира, организованного в честь президента страны Мамади Думбуя. Турнир подвергся критике со стороны оппозиционных групп как попытка выдвинуть «незаконную и неподходящую кандидатуру» Думбуя на предстоящих президентских выборах. На мероприятии присутствовало от 20 000 до 30 000 зрителей, что «намного превышало вместимость стадиона».
На 82-й минуте матча рефери дал спорную красную карточку игроку «Лабе» и пенальти Нзерекоре. Фанаты Лабе заполонили поле и бросали камни. По данным местных СМИ, сотрудники службы безопасности затем применили слезоточивый газ, пытаясь разогнать толпу. Зрители начали покидать стадион, направляясь к двум выходам из сооружения. Это привело к давке у ворот стадиона и вокруг них, где произошло множество жертв. Другие зрители, спасаясь, перелезли через стены стадиона; некоторые из них погибли в результате падения. Среди убитых были дети.
Погибшие и раненые были доставлены в районную больницу Нзерекоре, где врачи были перегружены. В больнице были размещены солдаты, чтобы отговорить членов семей жертв заполнять помещения. Из-за переполненности некоторые семьи предпочитали переводить пострадавших в частные клиники.
По состоянию на 3 декабря правительство подтвердило 56 смертей. Коллектив групп гражданского общества заявил, что по меньшей мере 135 человек были убиты, ссылаясь на информацию из больниц, свидетелей и родственников. Ещё более 50 человек считаются пропавшими без вести.
14 февраля 2025 года коллектив правозащитных организаций представил результаты расследования, согласно которым зафиксировано 140 погибших, 11 пропавших без вести и несколько раненых.

## Последствия
После инцидента участники беспорядков подожгли полицейский участок Нзерекоре. Доступ в интернет в регионе был ограничен.
2 декабря несколько человек покинули город и направились в города и деревни, окружающие Нзерекоре. По всему городу были установлены контрольно-пропускные пункты, а большинство магазинов было закрыто. Многие школы были закрыты, или учителя не вышли на работу. Церкви и мечети оставались открытыми.
3 декабря школы и магазины снова были закрыты. По данным местных журналистов, к 3 декабря произошло не менее 25 захоронений жертв.
С 3 декабря прошли три дня траура.

## Реакция
Гвинейская федерация футбола и Африканская конфедерация футбола (CAF) выразили соболезнования семьям жертв.
Премьер-министр Бах Ури объявил о начале расследования катастрофы и выразил соболезнования семьям погибших. Оппозиционный Национальный альянс за перемены и демократию возложил на власти «значительную ответственность за эти серьезные события».
Вечером 2 декабря правительственная делегация посетила город и встретилась с семьями некоторых жертв.